# Göteryds kyrka
Göteryds kyrka är en kyrkobyggnad i Göteryd i Växjö stift. Den är församlingskyrka i Göteryds församling.

## Kyrkobyggnaden
Den tidigare kyrka på platsen uppfördes av sten under medeltiden. Då den på grund av  församlingens folkökning under 1700–1800-talet blev för liten togs beslut om byggandet av en helt ny kyrka. Den nya stenkyrkan  uppfördes väster om gamla kyrkan 1856–1858 efter ritningar av arkitekt Johan Erik Söderlund. 1862 invigdes den nya kyrkan av biskop Henrik Gustaf Hultman .
Kyrkobyggnaden som är byggd i historiserande blandstil är till sin exteriör oförändrad .  I exteriören finns inslag av  nyromansk arkitektur t.ex. i  dubbelfönstren med omfattningar. Tornbyggnaden med sina spetsgavlar, åttasidig lanternin och hög tornspira är präglad av  nygotikens begynnande insteg i 1800-talets kyrkoarkitektur. Sammanfattningsvis består kyrkan av ett treskeppigt långhus med nord-sydlig orientering. I norr finns ett tresidigt kor och bakomliggande tidigare sakristia (numera kapell). I söder ligger kyrktornet med ingång. Ytterligare ingångar finns vid östra och västra långsidan. Ytterväggarna är spritputsade och vitkalkade. Yttertaket är belagt med kopparplåt.

## Interiör
Kyrkorummet var ursprungligen byggt för att rymma 1100 personer. Vid en ombyggnad 1953  som leddes av länsarkitekt Hans Lindèn minskades kyrkorummets storlek då norra och södra kortändarna avskiljdes för andra funktioner, med bland annat ny sakristia. Skärmen som tidigare avskilt koret från den bakomliggande  tidigare sakristian togs bort och igensattes. Mittskeppets brutna innertak ersattes med tunnvalv medan sidoskeppens platta tak sänktes. 
Det som främst dominerar kyrkorummet numera är altartavlan -  en muralmålning utförd 1954 av David Ralson. Målningen består av flera bilder. Övre bilden visar Jesu födelse. Sidobilderna visar den stränge Jesus som driver ut månglarna ur templet, samt den milde Jesus som välsignar barnen. Mittenbilden visar den uppståndne Kristus. Den sexsidiga  predikstolen med ljudtak, prydd med förgyllda symboler i korgens fält  är ursprunglig, i likhet med  altarringen, den slutna bänkinredningen  och orgelläktaren.

## Orgel
- 1731 byggde Johan Niclas Cahman, Stockholm en orgel med 8 stämmor. Orgeln kostade 9000 daler. Christina Dryander bekostad 900 daler.

| Manual       |
| Principal 4' |
| Trumpet 8'   |

- 1865/1866 fick kyrkan en ny orgel med 19 stämmor byggd av Frans Andersson, Stockholm. Fasaden som fortfarande finns kvar utfördes efter ritningar av Johan Fredrik Åbom.
- 1957 byggde A. Mårtenssons Orgelfabrik AB, Lund, det nuvarande orgelverket. Orgeln är mekanisk.

| Huvudverk I    | Svällverk II      | Pedal         | Koppel |
| Borduna 16´    | Gedackt 8´        | Subbas 16´    | I/P    |
| Principal 8´   | Quintadena 8´     | Octava 8´     | II/P   |
| Rörflöjt 8´    | Fugara 8´         | Gedackt 8´    | II/I   |
| Oktava 4´      | Principal 4'      | Oktava 4´     |        |
| Gedaktflöjt 4' | Flöjt 4'          | Nachthorn 2´  |        |
| Quinta 2 2⁄3'  | Waldflöjt 2'      | Mixtur 3 chor |        |
| Oktava 2'      | Nasat 1 1/3'      | Basun 16'     |        |
| Mixtur 5 chor  | Octava 1'         |               |        |
| Trumpet 8'     | Scharf 3 chor     |               |        |
|                | Dulcian 8'        |               |        |
|                | Crescendosvällare |               |        |

## Galleri

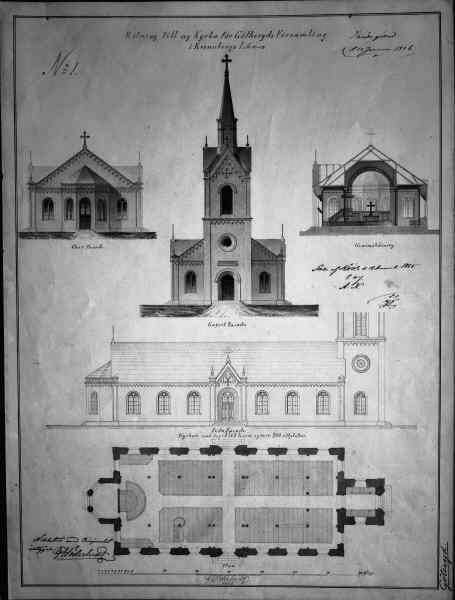
Ritning
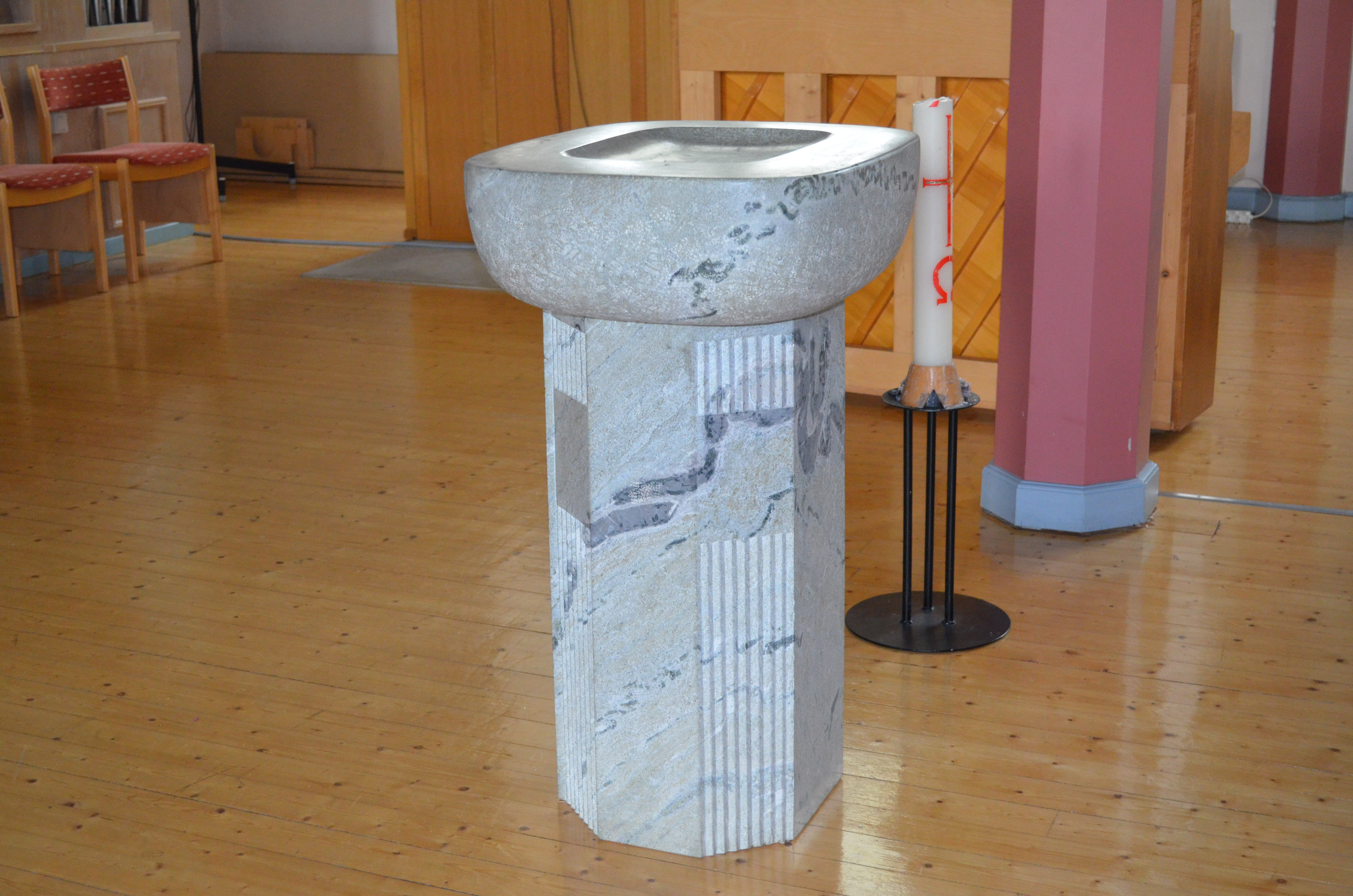
Dopfunten